# Pui de Sant Martí
El Pui de Sant Martí és una muntanya de 1.041,5 metres d'altitud del terme municipal de Vall de Cardós, a la comarca del Pallars Sobirà, dins de l'antic terme d'Estaon.
Està situat a la dreta de la Noguera de Cardós, a prop i al sud-oest d'Ainet de Cardós.